# Interstate 630
Pour les articles homonymes, voir Route 630.
L'Interstate 630 (I-630) est une autoroute inter-états américaine de 12 km de long située à Little Rock, dans l'Arkansas. Elle est aussi connue sous le nom de Wilbur D. Mills Freeway. Sa construction a commencé dans les années 1960 sous le nom de East-West Expressway ou de 8th Street Expressway; elle n'était pas au départ prévue comme une interstate, ou même comme une route principale de l'état d'Arkansas. Dans les années 1970 Wilbur D. Mills permit à la route d'entrer dans le réseau.

## Histoire
Le projet a d'abord été conçu dans les années 1930. Il faudra attendre les années 1960 pour que la construction débute. À l'époque, le tronçon était référé comme la East–West Expressway ou la 8th Street Expressway et n'était pas prévue pour être une Interstate ou une route d'État. Dans les années 1970, Wilbur D. Mills permit à la route d'entrer dans le réseau en réduisant les allocations de millage des autres États pour augmenter celles de l'Arkansas.
Après avoir été ajoutée dans le système des autoroutes inter-États, la ville de Little Rock l'a renommée en l'honneur de Mills. Cependant, les lois de l'État interdisaient à l'époque de nommer une route d'après un individu. Ce n'est qu'au début des années 2000 que le nom a pu être remis à l'autoroute. À l'automne 2019, l'autoroute est renommée Gold Star Families Memorial Highway.
L'autoroute connecte West Little Rock au cœur du centre-ville.

## Liste des sorties
| Interstate 630    |              |      |       |        |                                                              | |
| Comté             | Municipalité | mi   | km    | Sortie | Intersections / Destinations                                 | Notes |
| Pulaski           | Little Rock  | 0,00 | 0,00  | 139    | I-30 / US 65 / US 67 / US 167 – North Little Rock, Texarkana | Sortie direction est, entrée direction ouest; terminus est et indiqué selon les numéros de l'I-30; sortie 139A (estt) et 139B (ouest) |
| Pulaski           | Little Rock  | 0,00 | 0,00  | 1      | 15th Street                                                  | Sortie direction est, entrée direction ouest                                                                                          |
| Pulaski           | Little Rock  | 0,46 | 0,74  | 1A     | Main Street, Center Street                                   | |
| Pulaski           | Little Rock  | 0,74 | 1,19  | 1B     | US 70 (Broadway) / Center Street                             | |
| Pulaski           | Little Rock  | 1,10 | 1,77  | 2A     | Chester Street                                               | |
| Pulaski           | Little Rock  | 1,45 | 2,33  | 2B     | Dr Martin Luther King Jr. Drive, Marshall Street             | |
| Pulaski           | Little Rock  | 2,43 | 3,91  | 3A     | Woodrow Street                                               | |
| Pulaski           | Little Rock  | 3,80 | 6,12  | 3B     | Pine Street / Cedar Street                                   | |
| Pulaski           | Little Rock  | 5,00 | 8,05  | 4      | Fair Park Boulevard                                          | |
| Pulaski           | Little Rock  | 5,48 | 8,82  | 5      | University Avenue                                            | Indiqué sortie 5A (nord) et 5B (sud) en direction ouest                                                                               |
| Pulaski           | Little Rock  | 5,80 | 9,33  | 6A     | Rodney Parham Road / Mississippi Avenue                      | |
| Pulaski           | Little Rock  | 6,25 | 10,06 | 6B     | Barrow Road                                                  | |
| Pulaski           | Little Rock  | 6,82 | 10,98 | 7      | Baptist Health                                               | Accès direction est via Chenal Parkway                                                                                                |
| Pulaski           | Little Rock  | 7,40 | 11,91 | 8      | I-430 est – Texarkana, North Little Rock                     | Indiqué sortie 8A (nord) et 8B (sud) en direction ouest; accès direction est via Chenal Parkway; sortie 6 de l'I-430                  |
| Pulaski           | Little Rock  | 7,40 | 11,91 | 8C     | Shackleford Road / Markham Street / Kanis Road               | Accès direction est via Chenal Parkway                                                                                                |
| Pulaski           | Little Rock  | 7,40 | 11,91 | –      | Chenal Parkway                                               | Continue à l'ouest |
| - Accès incomplet |              |      |       |        |                                                              | |